# Gottolengo
Gottolengo – miejscowość i gmina we Włoszech, w regionie Lombardia, w prowincji Brescia.
Według danych na rok 2004 gminę zamieszkiwało 4746 osób, 163,7 os./km².